# Mesene hyale
Mesene hyale is een vlindersoort uit de familie van de prachtvlinders (Riodinidae), onderfamilie Riodininae.
Mesene hyale werd in 1865 beschreven door C. & R. Felder.